# الأنبا يؤانس المتنيح أسقف الغربية
الأنبا يؤانس هو واحدا من علماء ومؤرخي الكنيسة في القرن العشرين فمازالت كتبه تعتبر مراجع كبرى رغم مرور حوالي 29 عاما على نياحته في 4 نوفمبر 1987.

## حياته
ولد الأنبا يؤانس في 25 أكتوبر 1923 في حي شبرا بالقاهرة من والدين تقيين، ونشأ في حضن كنيسة الملاك ميخائيل بطوسون، وأصبح خادما بها في عام 1942، كما خدم أيضا في كنيسة الأنبا أنطونيوس شبرا، وكنيسة القديسة دميانة بشبرا، أرتبط ببيت مدارس الأحد بروض الفرج منذ نشأته عام 1948، وأرتبط بصداقة قوية مع نظير جيد روفائيل (المتنيح قداسة البابا شنودة الثالث). التحق بكلية الأداب قسم التاريخ عام 1949، وحصل علي الليسانس عام 1952، عمل مدرسا للتاريخ بمدرسة الملك الكامل الثانوية بالمنصورة لمدة ثلاث سنوات وفي سنة 1955 (نهاية العام الدراسي) حضر إلى الديرثم ذهب إلى دير السريان العامر في 31 يونيو 1955، للخلوة كعادته ولكنه في هذه المرة قرر أن يبقى في الدير نهائيًا طالبًا الرهبنة وبالفعل تمت رسامته راهبا في 30 يولية 1955.

## الرهبنه
ترهَّب مع الراهبين أبونا القمص داود السرياني وأبونا القمص كيرلس السرياني، بيد صاحب النيافة الأنبا ثاؤفيلوس أسقف ورئيس دير السريان العامر باسم شنودة السريانى، وكان يبلغ من العمر حوالي 32 سنة.
وفي الدير كلفه المتنيح الأنبا ثاؤفيلس أسقف ورئيس دير السريان بإستقبال الضيوف الأجانب نظرا لاتقانه اللغة الإنجليزية، كما ساعد الراهب انطونيوس السرياني في ترتيب مكتبة دير السريان، حيث أصبح أمينًا لمكتبة دير السريان سيم قسًا (تاريخ الكهنوت) في 16 سبتمبر 1956 بكنيسة العذراء مريم بالعزباوية بمصر (مقر الدير في القاهرة) كما كلفه المتنيح الأنبا ثاؤفيلس أيضا في الإشراف علي بيت الخلوة باالدير، ونظرا لإتقانه للألحان الكنسية، كلفه أيضا بتسليم الكهنة الجدد ألحان القداس الإلهي كما أنتدبه لخدمة قرية الهوكارية المجاورة للدير. ونتيجة ظروفه الصحية المتعلقة بآلام شديدة في العمود الفقري، أضطر للنزول إلي القاهرة للعلاج، فتولي الإشراف الروحي على طلبة الكلية الإكليركية بالقاهرة/ القسم النهاري وكان ذلك في أكتوبر 1956، قام بتدريس مادتيّ اللاهوت الروحي والتاريخ الكنسي بالكلية الإكليريكية (مادة تاريخ الكنيسة بدأ تدريسها عام 1962). أصدر الجزء الأول من كتاب «بستان الروح» عام 1960، والجزء الثاني عام 1963، وفيما بعد أصدر الجزء الثالث عام 1985 وهو أسقف للغربية، ومازال هذا الكتاب بأجزائه الثلاثة مرجعا هاما ورئيسيا لا غنى عنه في مجال اللاهوت الروحي وبسبب حنينه للحياة الرهبانية عاد إلى الدير، وأسند له الأنبا ثاؤفيلوس الكثير من المسئوليات مثل: أن يكون وكيلًا للدير - اصطحاب الأجانب لزيارة الدير - تسليم الطقس والألحان للكهنة الجُدُد.
اختاره المتنيح البابا كيرلس السادس أحد سكرتارية الأربعة في مايو 1959 نال درجة الايغومانسية (القمصية) يوم 24 ديسمبر 1961وسافّر لِيُمَثِّل الكنيسة القبطية في مؤتمر بجنوب أفريقيا وروديسيا خدم في ذلك الوقت بالسودان (في الخرطوم) سنة 1962 اختارته العناية الإلهية لدرجة الأسقفية وتمت سيامته بيد قداسة البابا شنودة الثالث، وقد رُسِمَ أسقفًا مع نيافة الحبر الجليل الأنبا باخوميوس مطران البحيرة يوم الاحد الموافق 12ديسمبر 1971 فكانا باكورة الأساقفة الذين سامهم قداسة البابا شنودة الثالث أختاره قداسة البابا سكرتيرًا للمجمع المقدس عام 1973، وظل يشغل هذا المنصب حتى 1985، أي قرابة اثني عشر عامًا (تلاه الأنبا بيشوي، ثم الأنبا رافائيل) اسند إليه قداسة البابا شنودة الثالث رئاسة المجلس الإكليريكي العام للأحوال الشخصية نيابة عنه (تلاه الأنبا بولا) أنابه قداسة البابا لإدارة شئون الكنيسة خلال زيارة قداسته لروسيا وأرمينيا عام 1972 رافَق قداسة البابا في رحلته التاريخية إلى الفاتيكان عام 1973 لإحضار رفات القديس أثناسيوس الرسولي أوفده قداسة البابا لتفقد أحوال الأساقفة الفرنسيين قبل ضمهم للكنيسة القبطية عام1973م رافق قداسة البابا في رحلته الرعوية إلى أمريكا عام 1977.

## وفاته
عانى الأنبأ يؤانس خلال نيافته كثيرا من ألام العمود الفقري منذ بداية شبابه، كما أصابته ذبحة صدرية في نوفمبر 1982، وفي عام 1985 قام جراح القلب العالمي دكتور مجدي يعقوب بإجراء عملية جراحية في القلب قام فيها بتغيير ثلاث شرايين له، وكان ذلك في 2 أكتوبر 1985. صباح يوم الأربعاء الموافق 4 نوفمبر 1987، وفي حوالي الساعة الوحدة ظهرا فاجأته أزمة قلبية لم تمهله سوى دقائق قليلة حتي تنيح بسلام، وتم نقل الجسد الطاهر إلي مطرانية القديس بولس الرسول، ولقد تحرك الموكب لجثمانه في تمام الساعة الثالثة ظهر يوم الخميس 5 نوفمبر 1987 من كاتدرائية ماربولس إلي كاتدرائية مارجرجس، بعد نياحته في طنطا صلَّى عليه قداسة البابا شنوده الثالث مع لفيف من الأساقفة والكهنة ورهبان من دير السريان (أكثر من 20 أسقفا وحوالي 120 كاهنا) وكبار الشخصيات والشعب باختلاف طوائفه وبدأت صلوات الجناز في تمام الساعة الرابعة عصرا وبعد صلوات التجنيز، تم دفن الجثمان في مقبرة الآباء المطارنة بجوار أسلافه الراحلين المتنيح الأنبا توماس، والمتنيح الأنبا إيساك، وكان ذلك في نحو الساعة السادسة من مساء يوم الخميس 5 نوفمبر 1987أودِعَ جُثمانه بمقبرة المطارنة بكاتدرائية مارجرجس بطنطا، مصر.

## أعماله
خلال فترة خدمته بالغربية قام بالعديد من الأعمال الرعوية والإنشائية منها:   
- رسامة 34 كاهنا على مدن وقرى الإيبارشية، منهم 14 كاهنا لمدينة طنطا.
- بناء وشراء 6 كنائس جديدة هي (كاتدرائية القديس العظيم ماربولس الرسول، كنيسة الشهيدة دميانة، والأنبا بيشوي وملحق بها مبنى للخدمات، كنيسة الملاك ميخائيل بالمحلة الكبرى، كنيسة الشهيدة دميانة بالمحلة الكبرى، شراء كنيسة في طنطا باسم مارمينا، شراء كنيسة في زفتي بأسم مارجرجس).
- افتتاح فرع للكلية الإكليركية بطنطا في احتفال كبير باركه قداسة البابا شنودة الثالث بنفسه، وكان ذلك في عام 1976.
- إضافة مبني جديد للمطرانية، وتجديد معظم كنائس الإيبارشية ودار المطرانية.
- تعمير دير مارمينا الأثري بأبيار، وبناء بيت للخلوة والضيافة أفتتحه في 22 يونية 1980(تذكار تكريس كنيسة الشهيد العظيم مارمينا بمريوط).
- أهتمامه بالوعظ والتعليم، وكان له اجتماع أسبوعي يوم الجمعة في طنطا، واجتماع اسبوعي يوم الخميس في المحلة الكبرى.
- أهتم بإحضار جزء من رفات القديس العظيم ماربولس الرسول إلي مصر في ديسمبر 1973، وأعد له مزارا لائقا في كاتدرائية ماربولس الرسول في طنطا.
- أهتم بتجديد مزار الشهيدة رفقة بسنباط، ومزار الشهيد أبانوب بسمنود.[3]

### أعمال خارج الإيبارشية
- أسند إليه قداسة البابا شنودة الثالث سكرتارية المجمع المقدس عام 1972، وظل سكرتيرا للمجع لمدة 12 سنة متواصلة.
- ترأس المجلس الإكليركي للأحوال الشخصية بالقاهرة.
- درس مادة تاريخ الكنيسة في اكليركيات القاهرة والأسكندرية والمعاهد الدينية المتخصصة.
- أختاره قداسة البابا شنودة الثالث عضوا بهيئة الأوقاف القبطية.
- عضو في لجان الحوار مع الكاثوليك.
- عضو في الوفد الذي توجه مع قداسة البابا شنودة الثالث لزيارة البابا بولس السادس بابا روما في 10 مايو 1973 .
- عضو لجنة بابوية مكونة من (نيافة الأنبا مكسيموس مطران القليوبية – نيافة الأنبا صموئيل أسقف الخدمات العامة والإجتماعية – نيافة الأنبا أثناسيوس مطران بني سويف – نيافة الأنبا غريغوريوس أسقف عام الدراسات العليا اللاهوتية والثقافة القبطية والبحث العلمي – نيافة الأنبا يؤانس أسقف الغربية). والتي تشكلت في أعقاب أحداث وقرارات 5 سبتمبر 1981 لتكون واسطة الإتصال بين الحكومة والكنيسة القبطية خلال فترة التحفظ.[2]

## نتاجه الأدبي

### مقالاته
- رمزي عزوز هو «القديس الأنبا صرابامون» وكان ذلك في شهر يوليو 1953.
- «بولس البسيط» في شهر أغسطس 1953.
- «إبراهيم الجوهري» في شهر سبتمبر 1953.
- «القديس أرسانيوس الكبير» في شهر أكتوبر ونوفمبر 1953.
- «القديس ايلاريون» في شهر فبراير 1954.
- «القديس غريغوريوس صانع العجائب» في شهري يونيو ويوليو 1954.
- تحت أسم شنودة السرياني؛ كتب «الدخول إلي أورشليم» أبريل 1960.
- «عظمة الصوم» أكتوبر ونوفمبر 1962.
- «كيف أصوم» فبراير ومارس 1963.

### كتب صدرت في حياته
- بستان الروح الجزء الأول 1960.[6]
- بيستان الروح الجزء الثاني صدر عام1963.[7]
- بستان الروح الجزء الثالث صدر عام 1985.[8]
- الأستشهاد في المسيحية صدرت طبعته الأولى 1969.
- الكنيسة المسيحية في عصر الرسل صدرت طبعته الأولي 1971.[9][10]
- السماء صدرت طبعته الأولى 1978.[11] [12]
- إيماننا الأقدس صدرت طبعته الأولى 1979.[13]
- كتابنا المقدس ومسيحنا القدوس صدرت طبعته الأولى 1980.[14]
- مسيحنا فوق الزمان صدرت طبعته الأولى 1981.[15]
- معالم الطريق إلي الله صدرت طبعته الأولى 1984.[16]
- المسيحية والصليب صدرت طبعته الأولى 1985.[17]
- عقيدة المسيحين في المسيح صدرت طبعته الأولى 1985.[18]
- باقات عطرة من سير الأبرار والقديسين صدرت طبعته الأولى 1985.[19]
- المسيحية والالم صدرت طبعته الأولى 1986.[20]
- العبادة في كنيستنا دلالتها ورحانيتها صدرت طبعته الأولى 1987.[21] [22]
- في ذكرى شهداء المسيحية صدرت طبعته الأولى في 1971.[23]
- إسرائيل حقيتقها ومستقبلها صدرت طبعته الأولى 1973.

### كتب صدرت بعد وفاته
وهي في الغالب سلسلة محاضرات ومذكرات مطبوعة تم إعادة طباعتها في كتب بعد نياحته نذكر منها:
- الكاروز العظيم القديس بولس الرسول وقد صدرت طبعته الأولى عام 1988.[24][25]
- محاضرات في الرهبنة المسيحية.
- محاضرات عن المجامع المسكونية.
- تاريخ الكنيسة القبطية بعد مجمع خلقدونية.[26]
- تأملات في سفر نشيد الأناشيد.[27]
- كيف يعايش المسيحي المجتمع محتفظا بتعاليم السيد المسيح.[28]
- الحياة الأسرية السليمة.[29]
- القديس بولس الرسول الخادم الغيور.
- تأملات في سفر أعمال الرسل.[30]
- فجر المسيحية والدماء الذكية.
- ساكبات الطيب.. وطيبنا المسكوب.[31]
- القديس باسيليوس الكبير.
- شمله تحت راسي ويمينه تعانقني.[32]
- كيف نقضي اسبوع الالام.[33]
- ان نداوم على الايجابيات مهما كانت السلبيات.[34]
- سلسلة تأملات في (عيد الميلاد المجيد، عيد الغطاسن، الصوم المقدس، عيد القبامة المجيد، عيد حلول الروح القدس، أخطاء العام الماضي هي دروس للعام الجديد[35]، السيدة العذراء أم جميع القديسين، أثر القديس بولس الرسول في الكنيسة المسيحية).[2]

## وصلات خارجية
- الموقع الرسمى لمثلث الرحمات نيافة الانبا يوأنس